# Jorge Salgueiro
Jorge Manuel Oliveira Salgueiro (født 14. november 1969 i Palmela) er en portugisisk komponist, trompetist og dirigent.
Salgueiro har fået privatundervisning i komposition og trompet, fra han var 14 år. Han har skrevet syv symfonier, orkesterværker, elleve operaer, et requiem, kammermusik, filmmusik, balletmusik, sceneværker, musik for børn etc. Salgueiro er dirigent og musikalsk leder af Lissabon Symfoniorkester og kor. Han var komponist for det portugisiske militærorkester, hvor han også spillede trompet (2000-2010), og for det portugisiske symfoniske harmoniorkester (2010-2017). Salgueiro hører til de vigtige komponister fra Portugal i nyere tid. Han har været nomineret til flere musikpriser til forskellige projekter gennem tiden såsom Saga - operamusik (2008) og Stone Raft - teatermusik (2013).

## Udvalgte værker
- Symfoni nr. 1 Stemmer fra Guderne - for orkester
- Symfoni nr. 2 Nostrums tidevand - for sopran, blandet kor og orkester
- Symfoni nr. 3 Luciader - for skuespiller, kor og orkester
- Symfoni nr. 4 Vidunderbørnenes dage - for to sopraner, solobratsch, kvindekor, strygerorkester og blæserorkester
- Symfoni nr. 5 Karantæne - for orkester
- Symfoni nr. 6 - for orkester
- Symfoni nr. 7 Event, Event Ritual - for orkester
- Requiem - for kor og orkester